# 十三陵水库
40°14′59″N 116°16′11″E / 40.249806°N 116.269659°E
十三陵水库是位于北京市昌平區明十三陵东南的水库。功能是防洪、保障抽水蓄能发电。为北京地区的旅游景点，有北京九龙游乐园。2008年奥运会后，库区内不再对外开放，游乐园处于停业状态。由毛泽东题名。

## 技术概况
控制温榆河支流东沙河的流域面积的84%。上游有德胜口沟、碓石口沟、上下口沟、老君堂沟4条天然河道于十三陵七孔桥汇合后入库。多年平均降雨量556mm，蒸发量1230mm，径流量2900m3。
大坝东起蟒山，西依汗包山，总长627米，高29米，底宽179米，顶宽7.5米，坝顶高程103m，防浪墙顶高程104m。总蓄水量为8100万立方米（现为7310m3）。
防洪标准100年一遇洪水设计，2000年一遇洪水校核。汛限水位93.0米。设计洪水位98.04m，校核洪水位101.89m。死水位85.0m，死库容778m3。调洪库容4300万m3。坝下东沙河道长14km，防护标准50年一遇，设计流量290-358m3/s，相应水库50年一遇洪水控泄280m3/s。为不淹没下游雨水管，需要控泄流量100m3/s。
近几十年由于上游无来水，靠调水补水，水位维持在85-87.5m。

## 历史
1957年9月24日，中共中央、国务院发出《关于今冬明春大规模地开展兴修农田水利和积肥运动的决定》，要求根据农田水利条件，切实贯彻执行小型为主，中型为辅，在必要和可能的条件下兴修大型工程的水利建设方针；要根据各地不同条件和现有经验，做好水利建设规划；要加强领导，党政负责同志亲自动手等。全国范围内很快形成群众性的农田水利建设高潮。1957年12月26日，北京市市政工程设计院提出十三陵水库设计方案。1958年1月4日，北京市委批准了修建方案。1958年1月12日，成立“十三陵水库修建总指挥部”。总指挥由北京军区副参谋长罗文坊少将担任，北京市农委书记赵凡担任政委，总工程师纪常伦。通过发动公众用义务劳动的方式建设。
1月21日，国务院副秘书长齐燕铭指示国管局负责牵头承办中央国家机关以义务劳动的方式支援十三陵水库建设。国管局组织了一个临时机构—国家机关义务劳动办公室（简称“劳动办”），交际处副处长任民担任劳动办负责人，张培义为联络员，司机赵根繁，配备了一台吉普车。为了尽快保证中央国家机关各部委的义务劳动队伍进驻工地，齐燕铭副秘书长在中南海召开了各部、委、办主要负责人会议，动员部署，并按照劳动办提供的报表下达任务、提出要求。义务劳动者原则规定为两星期一轮换，每批出勤人数需提前报劳动办备案，伙食标准定为每人每天0.5元，粮食用量定期上报后由劳动办负责核准报审。中央国家机关劳动队伍按系统分别组建了13个大队、75个中队、329个小队，一些局、处级领导担任了大队长或中队长常驻工地，直到工程彻底完工才撤离。
1958年1月21日，十三陵水库修建工程破土动工。2月3日，国务院劳动办三人与率先开进工地的是水利部机关300余名义务劳动的干部职工。最初，参加建设的人员有昌平民工8000余人和义务劳动大军约2000人，共1万余人，自带行李、粮食和炊具。水库周边已被民工的工棚、部队的帐篷围满。3月5日，经十三陵水库工程总指挥部研究决定，为了便于统一指挥，由中央国家机关、中共中央直属机关和北京市党政机关共同组成十三陵水库建设机关指挥部（简称“机关指挥部”），具体负责三方施工队伍的组织、协调和工程事项。机关指挥部由国管局劳动办改编组建，任民为负责人，北京市公安局的张瑞祥任副指挥。几天后，又调来了青年报社的柴树珠（女，主要负责新闻报道工作）、人民日报社的芦顺义（主要负责安全生产工作）和国管局的霍宝凯（主要负责与总指挥部、各部委大队的协调联系工作）。张培义仍负责后勤保障和对外联络事宜。
正逢天寒地冻，又缺乏施工经验，加之施工机械少、单凭人工挑土上坝工效不高，虽然干部、民工劳动热情高涨，但施工进度缓慢。1958年3月29日下午，周恩来到十三陵水库工地视察，听取关于工程进展情况的汇报，并向指挥部负责同志转告毛泽东的话：改良工具是技术革命的萌芽，推荐安徽用车子推土上坝的办法，比肩挑好。为赶在汛期到来之前完成筑坝任务，北京市委决定发动全市工、农、兵、学、商各方面力量参加义务劳动，共建十三陵水库。此后参加水库施工劳动的人数日渐增多，4月以后，平均每天有10万人参加义务劳动。
4月中旬，天气渐暖，十三陵水库工程进入决战阶段。为了抢在雨季到来之前完成大坝合龙蓄洪的任务，抢时间，加班加点地昼夜施工。劳动者们用的只是简单的锹、镐、钎、竹篓、土筐和扁担这些简陋的工具，每天要向大坝运土近5万立方米。
1958年5月25日，中共八届五中全会在北京召开。5月25日下午15点，毛泽东、刘少奇、周恩来等中央领导人与在京中共中央政治局委员、候补委员、中央书记处书记、候补书记和中央委员、候补委员， 坐了满满六辆大客车抵达十三陵参加水库建设体力劳动。首先在工程负责人杨成武、赵凡、罗文坊等的导引下，首先来到指挥部木板工棚里听取总工程师纪常伦介绍水库建设的工程方案及进度情况，观看十三陵水库模型沙盘。毛泽东亲笔题写了“十三陵水库”五个大字。刘少奇题词“劳动万岁”；周恩来题词“鼓足干劲，力争上游，多快好省地建设社会主义”；朱德题词“移山造海，众志成城”。毛泽东登上工地东北头的墩台，问工程负责人：能不能保证在洪水到来以前修成？听到回答说“一定能如期完工”，毛泽东高兴地点头。走下高坡，毛泽东来到一座帐篷里，在一个土筐上坐下。工地干事王慧兰看到毛泽东满脸是汗，赶紧递过去一块凉毛巾。毛泽东边擦汗边问她多大了，叫什么名字。听她说叫王慧兰，毛泽东就问她是不是“九兰组”的。她说不是，毛泽东笑着说：你去就是“十兰子”了。下午17点35分，天气闷热，全体中央委员以普通劳动者的身份，参加水库大坝的体力劳动。毛泽东挥锹把土装进筐里。刘少奇参加了砸夯，周恩来与群众一起传土筐后来拉车运土，朱德挑担。来水库工地参加劳动的还有董必武、彭德怀、贺龙、李先念、乌兰夫、薄一波、吴玉章、徐特立、谢觉哉等。当日上坝土方量达到5.1万立方米，创下施工以来的日最高纪录。
1958年6月11日，中央办公厅主任杨尚昆向周恩来总理报告：毛主席要求组织政府部门的部长们去十三陵水库工地参加一周的劳动。周恩来立即进行了部署，机关指挥部得到消息后也马上着手准备：一方面为即将到来的部长们准备了300余把铁锹，100余副扁担土筐；另一方面，派人去昌平县城东北的工程兵技术学校为周恩来总理及部长们安排食宿。1958年6月12日，周恩来写报告给毛泽东： “昨晚尚昆转达主席关于组织政府部长们去十三陵工地参加一周劳动的指示，今天已在进行布置。”6月15日，周恩来率领中央和国家机关各部门领导及部分司、局负责人共500人到十三陵水库工地参加劳动，称机关第四支队，其中有部长6人，副部长、副主任64人，部长助理50人，司局长174人，中直机关领导39人。6月15日下午15点左右，周恩来、罗瑞卿带领机关第四支队，顶着烈日，从昌平县城的工程兵技术学校步行六里多地，来到大坝前的机关指挥部门口。总指挥罗文坊部署下达劳动任务。当天下午18点，周恩来和第四支队一起在工地上吃干粮、咸菜，喝菜汤，吃完继续参加劳动到深夜23点，才披星戴月走回昌平驻地工程兵技术学校休息。6月15日晚，周恩来写信报告毛泽东，说今天政府高级干部已经前往十三陵工地开始一周劳动。他今天随同前往劳动一天，夜间回来，准备政治局会议后再去。6月22日、23日，周恩来又到十三陵工地参加劳动，其间住在昌平东关工程兵技术学校一间十余平方米平房里。和大家一样，每天劳动8个小时。驻地到水库工地还有8里路。每天上工的笛声响起，总理带头参加劳动的国务院司局级以上干部同工地的普通劳动者一道排队扛旗徒步去工地。
随着中央领导参加十三陵水库义务劳动消息传出，北京乃至全国社会各界很多人未经安排就自备工具去工地参加劳动。几乎所有在京的文艺团体都到过工地，边劳动边演出。工地劳动是三班倒，一天24小时，几乎什么时间都有文艺演出。
从1958年1月21日开工到6月30日竣工，有40万人到工地劳动，其中解放军官兵11.5万人，国家机关干部8.6万人，昌平和其他区县农民2.2万人，中等以上学校师生10.1万人，商业工作者1.4万人，技术工人2400余人和在京的各国驻华外交使节、国际友人及其他人员5万余人。共做了870多万个工日。从2月3日到6月30日，近五个月的时间里，由358个单位、8.7万余人组成的中央国家机关义务劳动大军，承担了十三陵水库工地建设的50余项施工任务，包括修建大坝两侧的护坡、漏水坝、坝顶公路、环湖公路等主体工程和清除草皮、修整道路、采料备料、装运土石等辅助工程。建成后，水库建设总指挥部给机关义务劳动大军颁发了6个“先进大队”荣誉称号，24个中队和329个小队“先进集体”的奖状。
十三陵水库的全部造价只有400余万元，主要用于拆迁安置五个村的农民及修水库的用料、用电、用油和工具采购等。人工费用由参加义务劳动的各单位在所属系统自行列支报销。
1964年6月16日，毛泽东、刘少奇、董必武、朱德、周恩来、邓小平等党和国家领导人，在十三陵水库观看了北京军区与济南军区的军事汇报表演后，毛泽东在北京体育学院的40名师生陪护下在水库游泳50分钟。
1983年至1986年分两期建设引延庆县白河堡水库补水工程。补水渠长66km，年最大补水量3000万m3。分为三段：
1. . 白河堡水库引水渠首至白河堡灌区南干渠八家村分水闸，全长35km，设计流量10-14m3/s；
2. . 白河堡灌区南干渠八家村分水闸至德胜口水库（设计库容70万m3，控制流域面积48.9km2），长24.5km，其中德胜口沟长18km，引水隧道长6.5km。设计流量4.3m3/s
3. . 德胜口水库至十三陵七孔桥，长6.5km

1990年至1992年建成十三陵抽水蓄能电厂，以水库为下池，上池正常运行水位566m，库容445万m3，要求水库水位不低于85.0m。1995年投产发电。担负着京津唐电网调峰、填谷、调频、调相、应急事故备用电源、首都电网黑启动等任务。
1992年建设库尾防渗墙插入不透水黏土层，切断了向大宫门古河道的渗漏。防渗墙中心线长1300m，位于坝体上游2.8km，设计控制水位90.0m，在地上修筑了3.0-3.5m的小堤，形成的库容1964万m3。并修建了七孔桥至防渗墙下游的引水暗涵，长1200m，保证上游径流能顺利入库。
2003年4月实施了坝体与上下游坝坡的除险加固工程。2005年6月通过了验收。
2004年建设了沙河应急补水功能，通过两级泵站0.5m3/s扬水至十三陵水库。2005年为确保密云水库，白河堡水库不再向十三陵水库调水。
十三陵水库於2008年夏季奧林匹克運動會成為專項比賽地點。當中會搭建臨時座位10000個。
2012年北京721暴雨，24小时流域平均380mm降雨超百年一遇，入库洪峰流量1757m3/s超五十年一遇，洪量2539m3，控泄100m3/s，水位从87.5m升到94m

## 流行文化
1958年以建設十三陵水庫為題材的電影「十三陵水庫暢想曲」推出，其中後段講在水庫建成20年後（大約是1978年），當年參與水庫建設的人重回水庫，發現有各種新奇科技，包括有類似智能手机和手提電腦等，這令該電影成為科技預言。